# Asger Leth
Pour les articles homonymes, voir Leth.
Asger Leth (né en 1970) est un réalisateur et scénariste danois, fils du cinéaste Jørgen Leth. 
Il a aidé à écrire et diriger les films de son père. Ghosts of Cité Soleil (da) est son premier grand film, qui a reçu le prix du meilleur documentaire au Directors Guild of America Awards. Il a également réalisé le film Dos au mur.

## Filmographie
Scénariste
- 2003 : Five Obstructions

Réalisateur
- 2006 : Ghosts of Cité Soleil (da)
- 2012 : Dos au mur
- 2012 : Move On